# Williams FW46
El Williams FW46 fue un monoplaza de Fórmula 1 diseñado y construido por Williams Racing para disputar la temporada 2024. Era manejado por Logan Sargeant, hasta octubre, y Alexander Albon. Franco Colapinto se unió al equipo como sustituto de Sargeant a partir del Gran Premio de Italia.
La temporada para el equipo estuvo marcada por varios accidentes que afectaron sus resultados y tuvieron importantes consecuencias económicas. Albon rompió su monoplaza en la clasificación del GP de Australia, y el equipo decidió cederle el de Sargeant para que dispute la carrera. Luego, sucedió lo mismo en São Paulo, pero esta vez el propio Albon no fue parte de la carrera.
Albon obtuvo los primeros puntos del FW46 en Mónaco. En la segunda mitad de año, el monoplaza tuvo una racha de carreras en los puntos, coincidiendo con la llegada de Colapinto. Williams finalizó noveno en el Campeonato de Constructores, con 17 puntos, lo que significa una caída de resultados frente a su temporada anterior.

## Resultados

### Fórmula 1
(Clave) (negrita indica pole position) (cursiva indica vuelta rápida)

| Año     | Motor                        | Neu. | N.º | Pilotos          | 1   | 2   | 3   | 4   | 5   | 6   | 7   | 8   | 9   | 10  | 11  | 12  | 13  | 14  | 15  | 16  | 17  | 18  | 19  | 20  | 21  | 22  | 23  | 24  | Puntos | Pos. |
| ------- | ---------------------------- | ---- | --- | ---------------- | --- | --- | --- | --- | --- | --- | --- | --- | --- | --- | --- | --- | --- | --- | --- | --- | --- | --- | --- | --- | --- | --- | --- | --- | ------ | ---- |
| 2024    | Mercedes-AMG F1 M15 V6 Turbo | P    |     |                  | BHR | ARA | AUS | JPN | CHN | MIA | EMI | MON | CAN | ESP | AUT | GBR | HUN | BEL | NED | ITA | AZE | SIN | USA | MEX | SÃO | LVG | QAT | ABU | 17     | 9.º  |
| 2024    | Mercedes-AMG F1 M15 V6 Turbo | P    | 2   | Logan Sargeant   | 20  | 15  | WD  | 17  | 17  | Ret | 17  | 15  | Ret | 20  | 19  | 11  | 17  | 17  | 16  |     |     |     |     |     |     |     |     |     | 17     | 9.º  |
| 2024    | Mercedes-AMG F1 M15 V6 Turbo | P    | 23  | Alexander Albon  | 15  | 11  | 11  | Ret | 12  | 19  | Ret | 9   | Ret | 18  | 15  | 9   | 14  | 12  | 14  | 9   | 7   | Ret | 16  | Ret | DNS | Ret | 15  | 11  | 17     | 9.º  |
| 2024    | Mercedes-AMG F1 M15 V6 Turbo | P    | 43  | Franco Colapinto |     |     |     |     |     |     |     |     |     |     |     |     |     |     |     | 12  | 8   | 11  | 10  | 12  | Ret | 14  | Ret | Ret | 17     | 9.º  |
| Fuente: |                              |      |     |                  |     |     |     |     |     |     |     |     |     |     |     |     |     |     |     |     |     |     |     |     |     |     |     |     |        |      |